# カタログ
カタログ（米: catalog、イギリス英語: catalogue）は、商品や展示物などの品目を整理して書き並べたもので、目録や説明書、案内書をいう。漢字で型録と当てる場合もある。

## 類似した表現
パンフレット（pamphlet）やリーフレット（leaflet）はもともと印刷物の形態を指すが、印刷物としての用途から説明書や案内書の意味合いを持つようになったため、利用目的が似たカタログと同一視される場合が多い。本来、目録であれば形態により「パンフレット（小冊子）にしたカタログ（目録）」あるいは「カタログのパンフレット」「リーフレットカタログ」などという表現になる。
また、特に図版の多いものや、より詳細な説明を施したものを「高級パンフレット=カタログ」と解釈することもあるが、宣伝広告の分野では既成のものとの差別化を図る意味合いから、ブローシャー・ブローシュア（brochure）という言葉を使うようになった。

## 英語における解釈

### 綴りの違い
- 米: catalog、イギリス英語: catalogue

### 辞書によるもの
- 図書館が所蔵する書籍などの品目の目録や一覧表、蔵書目録（Library catalog）
- 項目を（特定の付番、アルファベット順など）系統的にまとめたり列挙した目録や一覧表
- 目録や一覧表を作成したり、それらに品目を載せたりすること
- アメリカ英語で、大学要覧や履修便覧（イギリス英語ではcalendar）

### 一般的な解釈
主にLibrary catalog（図書目録）、Mail-order catalog（通信販売カタログ）、Auction catalog（オークションカタログ）など、何のカタログであるかということを示した上で用いられる場合が多い。単にcatalogというと、例えば商品カタログの場合は商品番号順に並べた品番リストを連想する。
写真やイラストを多用して詳細な説明した高級なパンフレットやカタログはbrochure（ブローシャー・ブローシュア）と呼ばれ区別される。

## 配布方法
多くは商品購入希望者に無料で配布されるが、商品を販売している代理店はメーカーからは販促品として購入している場合がある。顧客に有料で販売されることも有り、ニッセンホールディングスやディノス等の通販カタログの一部、鉄道模型のカタログがある。トヨタ自動車が運営するMEGAWEBでは有料でカタログが販売されていた。

## カタログ落ち
改良版や後継モデルの発売が決まると現行品の展示物や製品は基本的に生産終了となるため、その展示物や製品はカタログに掲載されなくなる(在庫限りの販売となる)。
このカタログから製品の掲載が終了する(掲載が落ちた)ことを一般的に「カタログ落ち」と呼んでいる。旧モデルの製品を意味する「型落ち(旧型に落ちた)」とは意味合いが異なる。